# Picea orientalis
Picea orientalis là một loài thực vật hạt trần trong họ Thông. Loài này được (L.) Peterm. miêu tả khoa học lần đầu tiên vào năm 1844.